# Arboreto de Bains-les-Bains
El arboreto de Bains-les-Bains en francés : Arboretum de Bains-les-Bains también conocido como Parc de la Manufacture Royale, es un arboreto histórico de 4 hectáreas de extensión, en Bains-les-Bains, Francia. 
Los edificios  fueron objeto de una inscripción al título de los monumentos históricos en 1992.

## Localización
Se ubica a lo largo del Canal de l'Est.
Arboretum de Bains-les-Bains, Parc de la Manufacture Royale de Fer blanc, Bains-les-Bains, Département de Vosges, Lorraine, France-Francia.
Se encuentra abierto a diario durante los meses cálidos.

## Historia

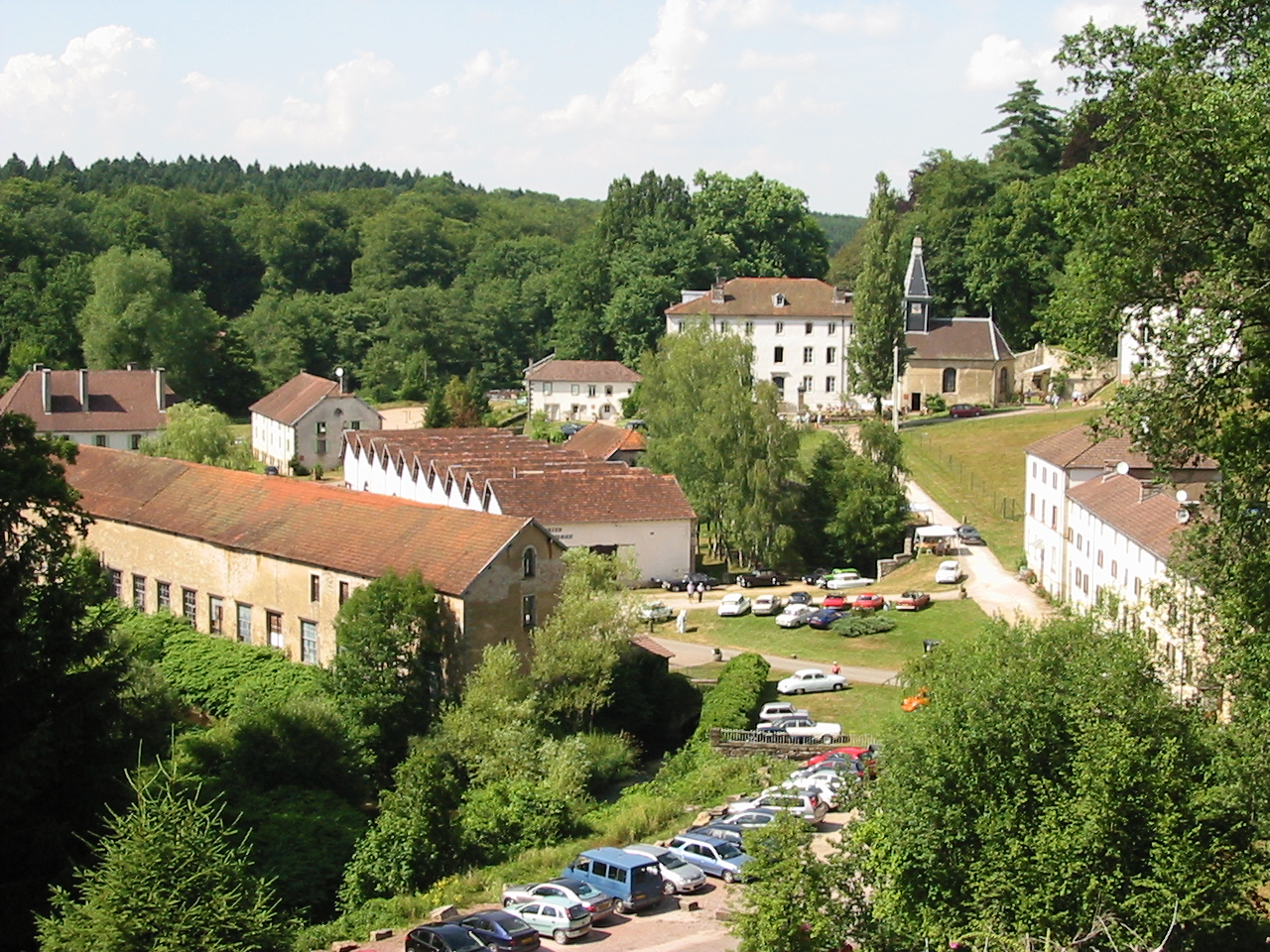
Bains-les-Bains Manufacture Royale vista general.

La Manufactura Real de Bains-les-Bains, se fundó en 1773 para la fabricación de hojalata, actualmente posee un centro industrial, castillo, parque y jardines visitables. La capilla se abre a las visitas guiadas, conciertos y animaciones.
Los edificios industriales con una antigua hojalatería que data del año de su fundación tienen una exposición sobre la hojalata. 
El centro industrial se compone de casas de obreros, casa de los capataces, del mecánico, el cazador, la nueva hojalatería con su fachada con cinco envergaduras sobre dos niveles, mercado de carbón, central de producción eléctrica. 

## Colecciones botánicas
El arboreto tiene una edad de 250 años, y alberga especímenes de árboles notables como un haya var. 'tortuosa' de grandes dimensiones, además de otros especímenes de Castanea sativa,Gingko biloba, Chamaecyparis lawsoniana, Sciadopitys verticillata, un roble americano, cedros, Magnolia stellata, y Rhododendron ponticum.
En primavera es notable la floración de 5000 tulipanes, plantados a lo largo del arboreto.
En este lugar mantienen el herbario de Julie-Victoire Daubié.